# جوان، كونتيسة ريثل
جوان دي ريثل (بالفرنسية: Jeanne de Rethel)‏ (توفيت.1328) كانت كونتيسة ريثل بين 1285 حتى 1328؛ هي أبنة هيو الرابع، كونت ريثل وإيزابيلا دي غراندر؛ خلفت والدها بعد وفاته في 1285.
وفي 1290 تزوجت من لويس الأول، كونت نيفير أبن البكر لـ أسد فلاندرز روبرت الثالث؛ وأنجبت له أبن وأبنة:-
- جوانا دي فلاندرز؛ تزوجت من جان دي مونتفورت، دوق بريتاني.
- لويس الأول، كونت فلاندرز ونيفير وريثل.[1]